# Saturniinae
Sous-famille

Les Saturniinae sont une sous-famille de lépidoptères (papillons) appartenant à la famille des Saturniidae.

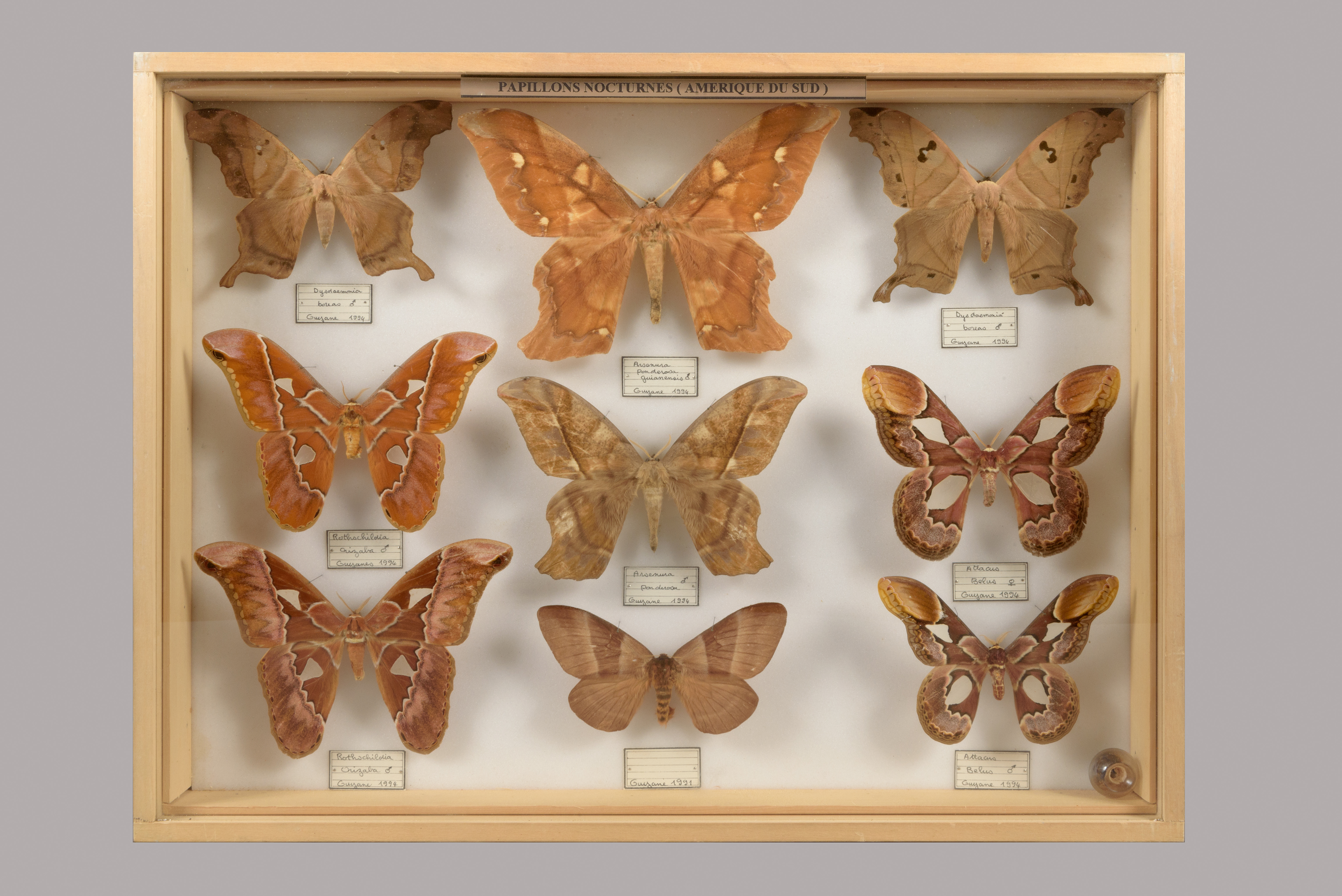
Saturniinae d'Amérique du Sud, Muséum Requien, Avignon, collection Luault
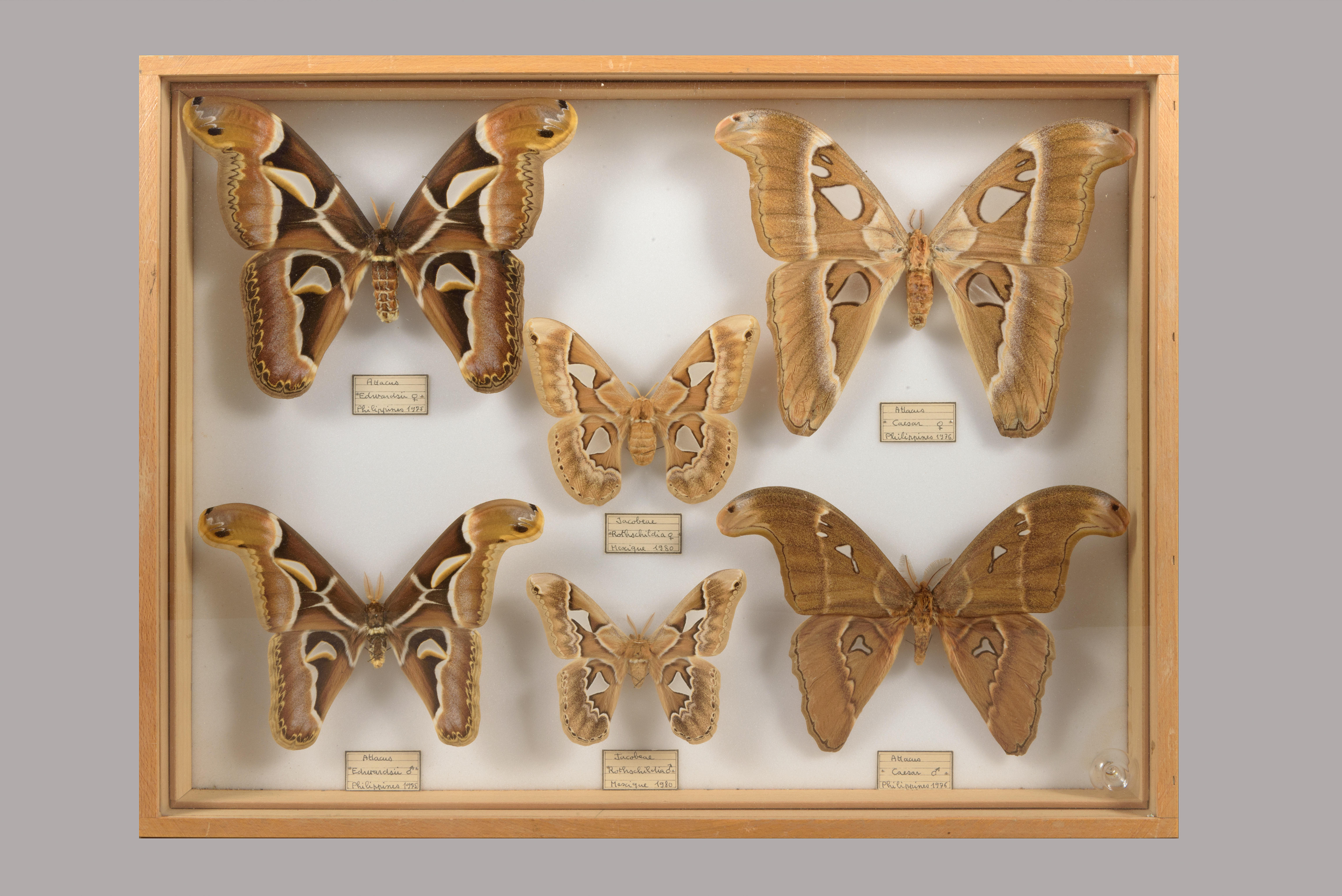
Saturniinae d'Asie et d'Amérique centrale, Muséum Requien, Avignon, collection Luault

## Liste des tribus et des genres
Selon NCBI (27 févr. 2011) :
- tribu des Attacini
  - genre Archaeoattacus
  - genre Attacus
  - genre Callosamia
  - genre Coscinocera
  - genre Epiphora
  - genre Eupackardia
  - genre Hyalophora
  - genre Phylosomia
  - genre Rothschildia
  - genre Samia
- tribu des Bunaeini
  - genre Aurivillius
  - genre Bunaea
  - genre Cirina
  - genre Heniocha
  - genre Imbrasia
  - genre Lobobunaea
  - genre Pseudimbrasia
- tribu des Micragonini
  - genre Goodia
  - genre Holocerina
  - genre Vegetia
- tribu des Saturniini
  - genre Actias
  - genre Antheraea
  - genre Antherina
  - genre Argema
  - genre Ceranchia
  - genre Copaxa
  - genre Cricula
  - genre Eriogyna
  - genre Graellsia
  - genre Loepa
  - genre Opodiphthera
  - genre Rhodinia
  - genre Saturnia
- tribu des Urotini
  - genre Pseudaphelia
- genres non classés :
  - genre Maltagorea
  - genre Usta